# Креспино
Креспино је насеље у Италији у округу Ровиго, региону Венето.
Према процени из 2011. у насељу је живело 1186 становника. Насеље се налази на надморској висини од 3 м.

## Становништво
| 1951. | 1961. | 1971. | 1981. | 1991. | 2001. | 2011. |
| ----- | ----- | ----- | ----- | ----- | ----- | ----- |
| 6.080 | 3.826 | 3.003 | 2.623 | 2.375 | 2.097 | 1.970 |